# Léonard Steyaert
Léonard Steyaert (ur. 11 marca 1910 w Antwerpii) – belgijski bokser.
Steyaert brał udział w Igrzyskach Olimpijskich w 1928 roku w Amsterdamie, gdzie uczestniczył w zawodach wagi średniej. Zdobył wówczas brązowy medal.